# Бугат (Баян-Улгий)
Бугат (монг. Бугат) — сомон аймака Баян-Улгий, Монголия.
Центр сомона — посёлок Бугат — расположен в 5 километрах от города Улгий, и в 1650 километрах от столицы страны Улан-Батора.
В сомоне есть школа, больница, культурные и торговые центры, стадион.

## География
По территории сомона протекает река Кобдо. Водятся волки, лисы, снежные барсы, зайцы и другие животные.
Климат резко континентальный. Средняя температура января -17°C, июля +17°C, ежегодная норма осадков составляет 300 мм.
Имеются крупные месторождения известняка с запасами до 1 миллиона тонн.